# Gros-Morne (arrondissement)
Gros-Morne (em crioulo, Gwo Mòn), é um arrondissement do Haiti, situado no departamento de Artibonite. De acordo com o censo de 2003, Gros-Morne tem uma população total de 145.232 habitantes.

## Comunas
O arrondissement de Gros-Morne é composto por 3 comunas.
- Anse Rouge
- Gros-Morne
- Terre-Neuve